# Dysdera hernandezi
Dysdera hernandezi là một loài nhện trong họ Dysderidae.
Loài này thuộc chi Dysdera. Dysdera hernandezi được miêu tả năm 1999 bởi Arnedo & Carles Ribera.